# Время в США

Часовые пояса США

Территория Соединённых Штатов Америки административно разделена на 6 часовых поясов (с UTC−10 по UTC−5), хотя по долготе имеет протяжённость 120°37', т. е. примерно 8 часов.
На большей части территории США действует переход на летнее время. Однако на Гавайских островах и на большей части штата Аризона (за исключением резервации народа навахо) переход на летнее время не осуществляется. Переход на летнее время происходит во второе воскресенье марта, обратно в первое воскресенье ноября.
Поскольку территориальная принадлежность к тому или иному поясу определяется на уровнях административно-территориальных единиц второго порядка, то штат может находиться сразу в двух смежных часовых поясах.
Столица США — Вашингтон и крупнейший город — Нью-Йорк находятся в часовом поясе UTC−5:00 (в летний период — UTC−4:00)
Территории вне 50 штатов расположены ещё в 3 часовых поясах: UTC−11:00, UTC−4:00, UTC+10:00. Также существуют ряд одиночных островов в UTC−12:00 и UTC+12:00. Существуют также территории в UTC−5:00.

## История

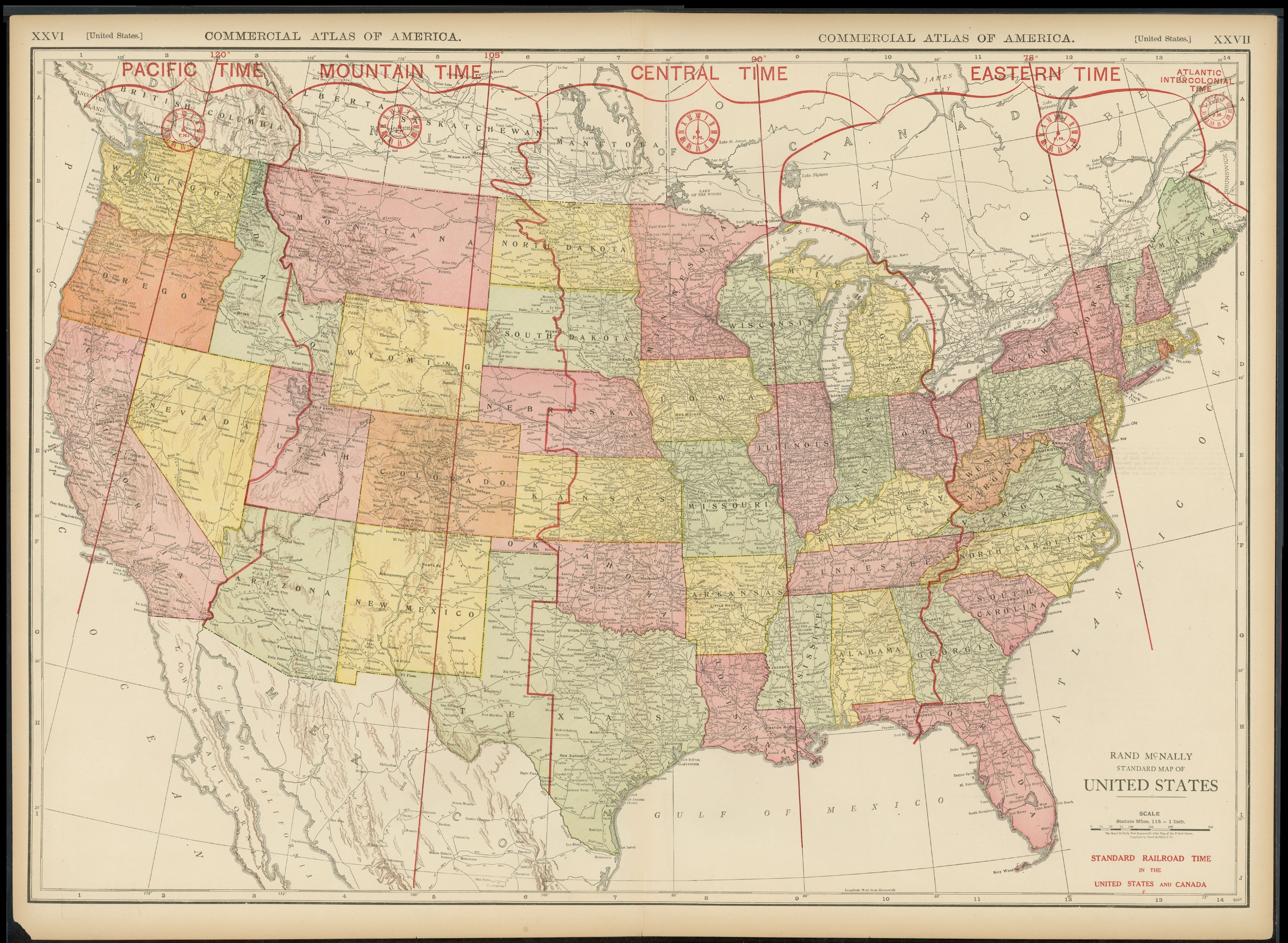
Rand McNally Standard Map of the United States, 1921

## Часовые пояса
Указан стандартный часовой пояс (зимнее время)

### UTC−12
- Бейкер
- Хауленд

### UTC−11(SST)
Самоанское стандартное время
- Американское Самоа
- Мидуэй
- Джарвис
- Пальмира
- Риф Кингмен

### UTC−10(HAST)
Гавайско-алеутское стандартное время
- Гавайи
- Аляска
  - Алеутские острова

### UTC−9(AKST)
Аляскинское стандартное время
- Аляска (кроме Алеутских островов)

### UTC−8(PST)
Североамериканское тихоокеанское время
- Айдахо (северная часть)
- Вашингтон
- Калифорния
- Невада (большая часть)
- Орегон (большая часть)

### UTC−7(MST)
Горное время
- Аризона
- Айдахо (южная часть)
- Вайоминг
- Канзас (западная часть)
- Колорадо
- Монтана
- Небраска (западная часть)
- Невада (небольшой район на востоке штата)
- Нью-Мексико
- Орегон (небольшой район на востоке штата)
- Северная Дакота (юго-западная часть)
- Техас (округа Эль-Пасо и Хадспет на западе штата)
- Южная Дакота (западная часть)
- Юта

### UTC−6(CST)
Центральноамериканское время
- Айова
- Алабама
- Арканзас
- Висконсин
- Иллинойс
- Луизиана
- Миннесота
- Миссисипи
- Миссури
- Оклахома
- Канзас (большая часть штата)
- Небраска (большая часть штата)
- Северная Дакота (большая часть штата)
- Теннесси (большая часть штата)
- Техас (большая часть штата)
- Южная Дакота (большая часть штата)
- Индиана (запад штата)
- Кентукки (запад штата)
- Мичиган (запад штата)
- Флорида (запад штата)

### UTC−5(EST)
Североамериканское восточное время
- Мэн
- Нью-Гэмпшир
- Вермонт
- Массачусетс
- Род-Айленд
- Коннектикут
- Нью-Йорк
- Нью-Джерси
- Делавэр
- Вашингтон (округ Колумбия)
- Мэриленд
- Пенсильвания
- Огайо
- Мичиган:
  - Большая часть
- Индиана:
  - Большая часть
- Кентукки:
  - Восточная часть
- Западная Виргиния
- Виргиния
- Теннесси:
  - Восточная часть
- Северная Каролина
- Южная Каролина
- Джорджия
- Флорида:
  - Большая часть (восточнее реки Апалачикола)

### UTC−4(AST)
Атлантическое стандартное время
- Пуэрто-Рико
- Виргинские Острова (США)

### UTC+10(ChST)
Чаморро стандартное время
- Гуам (переход на летнее время не осуществляется)
- Северные Марианские Острова

### UTC+12(WAKT)
Время острова Уэйк
- Уэйк